# Wada postawy
Wada postawy − wszelkie odstępstwa od prawidłowej postawy.
Do wad postawy zalicza się:
- postawę skoliotyczną (skolioza czynnościowa),
- plecy okrągłe (kifoza czynnościowa),
- plecy wklęsłe (lordoza czynnościowa),
- plecy płaskie,
- plecy okrągło-wklęsłe,
- stopę szpotawą,
- stopę koślawą,
- stopę końsko-szpotawą,
- płaskostopie,
- kolana szpotawe,
- kolana koślawe.

## Przyczyny
Za przyczyny wad postawy uważa się:
- wady wrodzone kości, mięśni;
- wady wzroku, słuchu; przewlekłe infekcje dróg oddechowych, moczowych;
- schorzenia układu ruchu, np.: dysplazję stawu biodrowego, złamania kości kończyn dolnych, młodzieńcze zapalenie stawów;
- zespoły przeciążeniowe.

## Plecy okrągłe (łac.dorsum rotundum)

### Charakterystyka
Wada ta charakteryzuje się:
- pogłębieniem kifozy piersiowej,
- wysunięciem głowy i barków do przodu,
- rozsunięciem łopatek i ich odstawaniem od klatki piersiowej,
- spłaszczeniem i zapadnięciem klatki piersiowej,
- zmniejszeniem fizjologicznego przodopochylenia miednicy.

### Mięśnie osłabione i rozciągnięte
Do mięśni, które ulegają osłabieniu i rozciągnięciu w plecach okrągłych należą:
- mięsień prostownik grzbietu odcinka piersiowego,
- mięsień równoległoboczny,
- mięsień czworoboczny grzbietu,

### Mięśnie nadmiernie napięte i przykurczone
Do mięśni, które ulegają nadmiernemu napięciu i często przykurczeniu należą:
- mięsień piersiowy większy,
- mięsień piersiowy mniejszy,
- mięsień najszerszy grzbietu.
- mięsień zębaty przedni.

## Plecy wklęsłe (łac.dorsum concavum)

### Charakterystyka
Wada ta charakteryzuje się:
- silnym zaznaczeniem odcinka lędźwiowego kręgosłupa,
- uwypukleniem pośladków,
- zwiększeniem fizjologicznego przodopochylenia miednicy,
- wypiętym brzuchem.

### Mięśnie osłabione i rozciągnięte
Do mięśni osłabionych i rozciągniętych w plecach wklęsłych należą:
- mięsień prosty brzucha,
- mięsień skośny zewnętrzny brzucha,
- mięsień skośny wewnętrzny brzucha,
- mięsień półbłoniasty,
- mięsień półścięgnisty,
- mięsień dwugłowy uda,
- mięsień pośladkowy wielki.

### Mięśnie nadmiernie napięte i przykurczone
Do mięśni nadmiernie napiętych i przykurczonych należą:
- mięsień prostownik grzbietu odcinka lędźwiowego,
- mięsień czworoboczny lędźwi,
- mięsień prosty uda,
- mięsień krawiecki.
- mięsień biodrowo-lędzwiowy

## Plecy okrągło-wklęsłe (łac.dorsum rotundo-concavum)

### Charakterystyka
Wada ta charakteryzuje się:
- pogłębieniem lordozy lędźwiowej i kifozy piersiowej,
- wysunięciem barków do przodu,
- odstawaniem łopatek,
- wypukłym brzuchem,
- zwiększeniem przodopochylenia miednicy,
- uwypukleniem pośladków.

### Mięśnie osłabione i rozciągnięte
Do mięśni osłabionych i zbyt rozciągniętych należą:
- mięsień prostownik grzbietu w odcinku piersiowym,
- mięsień najszerszy grzbietu,
- mięsień równoległoboczny,
- mięsień czworoboczny grzbietu,
- mięśnie pośladkowe wielkie,
- mięśnie kulszowo-goleniowe,
- mięśnie brzucha w części podpępkowej.

### Mięśnie nadmiernie napięte i przykurczone
Do mięśni nadmiernie napiętych lub przykurczonych należą:
- mięśnie piersiowe większe,
- mięśnie piersiowe mniejsze,
- mięśnie zębate przednie,
- mięśnie międzyżebrowe,
- mięsień biodrowo-lędźwiowy,
- mięsień prosty uda,
- mięsień krawiecki,
- mięsień prostownik grzbietu odcinka lędźwiowego,
- mięsień czworoboczny lędźwi.

## Plecy płaskie (łac. dorsum planum)

### Charakterystyka
Wada ta charakteryzuje się:
- opadniętymi barkami,
- odstającymi łopatkami,
- spłaszczoną klatką piersiową,
- obniżonymi narządami wewnętrznymi.

### Mięśnie nadmiernie rozciągnięte
W plecach płaskich nadmiernie rozciągnięte są:
- mięsień prostownik grzbietu odcinka lędźwiowego,
- mięsień czworoboczny lędźwi,
- mięsień biodrowo-lędźwiowy.

### Mięśnie nadmiernie napięte
Mięśniami nadmiernie napiętymi są:
- mięsień prostownik grzbietu odcinka piersiowego,
- mięsień równoległoboczny,
- mięsień czworoboczny grzbietu.